# Деляновы
Деляновы — русский дворянский и графский род, армянского происхождения.
Генерал-майор Делянов, Давид Артемьевич получил диплом на дворянство в 1829 г. Его сын, Иван Давыдович, получил графское достоинство.
Одна ветвь Деляновых поселилась в конце XVIII в. в Константинополе, оттуда перешла в Валахию, а затем Бессарабию. Это — потомство Христофора Деляна, родного дяди Давида Артемьевича.
У Христофора, служившего в Молдавии бывшему турецкому правительству, было три сына: Артемий, принявший русское подданство 1817 г., был женат на австрийской подданной баронессе Анне Андреевне Капри и от неё имел двух сыновей и двух дочерей.
Дети его были: Христофор Артемьевич (р. 1831 г.), Иван Артемьевич (р. 1836 г.), Марья Артемьевна (р. 1826 г.) и Екатерина Артемьевна (р. 1838 г.).
Род Деляновых внесён в родословные книги губерний: Калужской (часть III) и Бессарабской (часть I).

## Описание герба
Герб дворян Деляновых дан генерал-майору Давиду Артемьевичу Делянову в 1827 году. Гербовый щит, увенчанный дворянским шлемом и короною, представляется разделённым горизонтально надвое. В верхней половине — в золотом поле парящий одноглавый орёл, обращённый головою вправо. В нижней половине — в лазоревом поле выходящая из облака рука в латах, держащая поднятый вверх меч.
Намёт заключает лазурь и золото. Нашлемник — страусовые перья. Герб Делянова внесён в Часть 10 Общего гербовника дворянских родов Всероссийской империи, стр. 142. Герб графа Делянова внесен в Часть 14 Общего гербовника дворянских родов Всероссийской империи, стр. 11.